# شهرام شریف‌زاده
شهرام شریف‌زاده برهان (زاده ۱۴ آوریل ۱۹۸۶) یک بازیکن فوتبال اهل ایران است.